# Horná Ždaňa
Horná Ždaňa (en hongrois : Felsőzsadány) est un village du district de Žiar nad Hronom, dans la région de Banská Bystrica, en Slovaquie.

## Histoire
La première mention écrite du village date de 1391.

## Démographie

### Évolution de la population
| Année:               | 1994. | 2004.   | 2014.   | 2024.   |
| -------------------- | ----- | ------- | ------- | ------- |
| Nombre de personnes: | 510   | 542     | 553     | 528     |
| Différence:          |       | +6,27 % | +2,02 % | -4,52 % |

| Année:               | 2023. | 2024.   |
| -------------------- | ----- | ------- |
| Nombre de personnes: | 535   | 528     |
| Différence:          |       | -1,30 % |